# Alianza Regional de Castilla y León
Alianza Regional de Castilla y León (ARCL) fou una associació de caràcter moderadament regionalista i conservador sorgida a Herrera de Duero, província de Valladolid, el desembre de 1975 a l'empara de la Llei d'Associacions de 1964. El burgalès Gonzalo Martínez Díez, historiador migevalista i professor d'Història del Dret, va ser un dels seus més destacats promotors. A Martínez Díez es deu el llibre Fueros si, pero para todos: los conciertos económicos (1977). Un altre dels seus principals impulsors va ser el lleonès Alfonso Prieto, també catedràtic d'universitat.
El desig de tenir una força política castellanoleonesista va dur a alguns dels seus militants a la fundació de PANCAL. Aquesta organització, actualment desapareguda, fou la pionera del castellanolleonesisme després de la mort del general Franco, antecedent de l'Institut Regional de Castella i Lleó. L'Institut, pocs dies després de la seva fundació, va convocar el 1976 el primer homenatge als comuneros a Villalar de los Comuneros després de la caiguda del franquisme. L'any 1977 es dissolgué.